# Pseudocyphellaria anthraspis
Pseudocyphellaria anthraspis är en lavart som först beskrevs av Erik Acharius, och fick sitt nu gällande namn av Hugo Magnusson. Pseudocyphellaria anthraspis ingår i släktet Pseudocyphellaria och familjen Lobariaceae.   Inga underarter finns listade i Catalogue of Life.

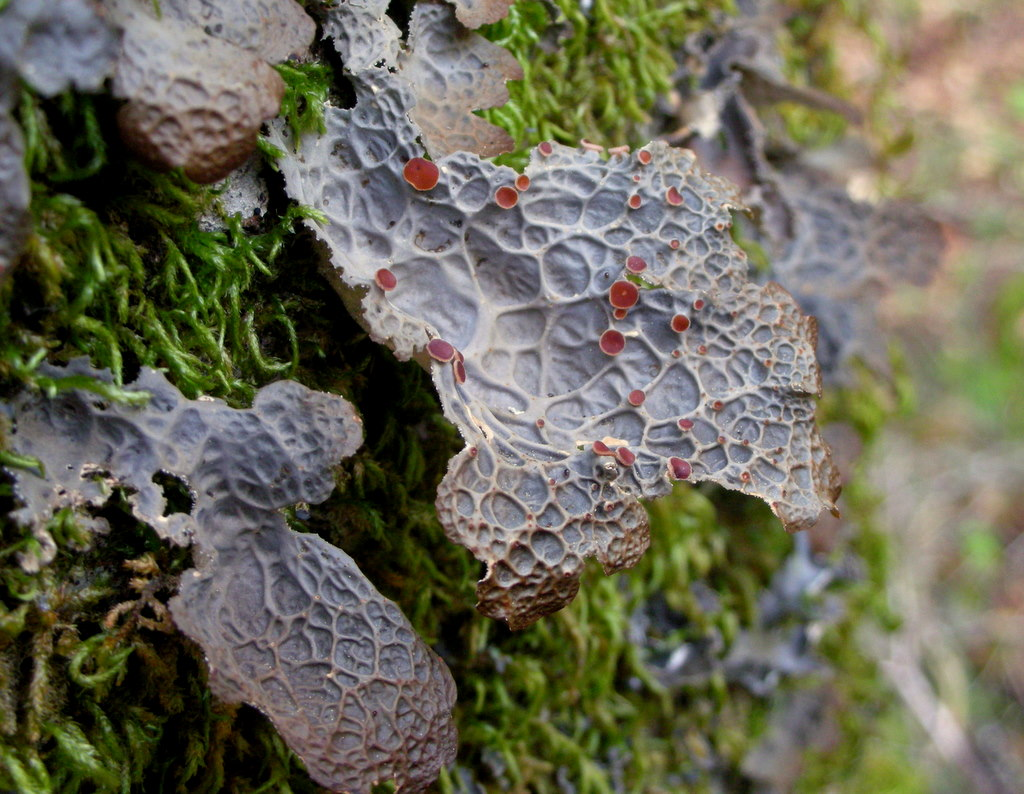
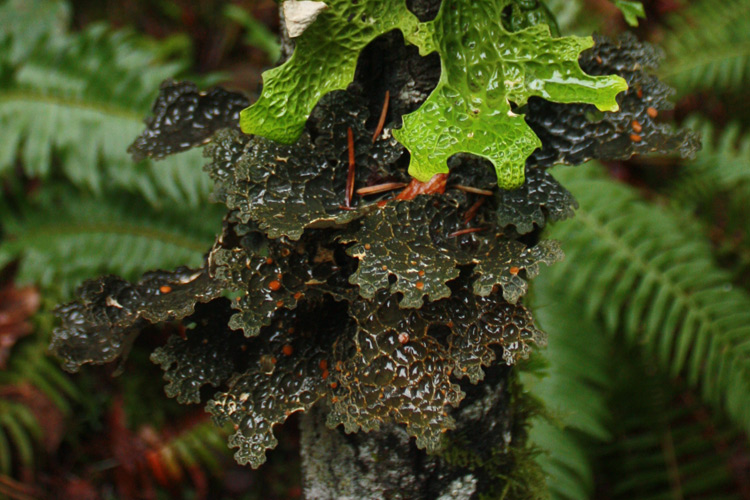